# Lista de pinturas de Grão Vasco
Esta é uma lista de pinturas de Vasco Fernandes (~1475 — ~1542), mais conhecido como Grão Vasco.
Grão Vasco foi um artista quinhentista de Portugal, reconhecido autor de muitas obras que ornamentavam a Sé de Viseu, o Mosteiro de Santa Cruz de Coimbra e na Capela-mor da Sé de Lamego. A maioria dos quadros estão depositados no Museu Nacional Grão Vasco na cidade de Viseu.

## pintura
| Imagem | Título                                                            | Data                          | Coleção                       | Localização                   | Gênero     | Descrito em |
| ------ | ----------------------------------------------------------------- | ----------------------------- | ----------------------------- | ----------------------------- | ---------- | ----------- |
|        | Anunciação (Grão Vasco)                                           | década de 1500                | Museu de Lamego               | Museu de Lamego               | arte sacra |             |
|        | Criação dos Animais                                               | década de 1500                | Museu de Lamego               | Museu de Lamego               | arte sacra |             |
|        | Circuncisão                                                       | década de 1500                | Museu de Lamego               | Museu de Lamego               | arte sacra |             |
|        | Apresentação no Templo                                            | década de 1500                | Museu de Lamego               | Museu de Lamego               | arte sacra |             |
|        | Adoração dos Reis Magos do Políptico da Capela-mor da Sé de Viseu | década de 1500                | Museu Nacional Grão Vasco     | Museu Nacional Grão Vasco     | arte sacra |             |
|        | Anunciação do Políptico da Capela-mor da Sé de Viseu              | década de 1500                | Museu Nacional Grão Vasco     | Museu Nacional Grão Vasco     | arte sacra |             |
|        | A Visitação (Viseu)                                               | década de 1500                | Museu Nacional Grão Vasco     | Museu Nacional Grão Vasco     | arte sacra |             |
|        | Natividade do Políptico da Capela-mor da Sé de Viseu              | década de 1500                | Museu Nacional Grão Vasco     | Museu Nacional Grão Vasco     | arte sacra |             |
|        | Apresentação no Templo do Políptico da Capela-mor da Sé de Viseu  | década de 1500                | Museu Nacional Grão Vasco     | Museu Nacional Grão Vasco     | arte sacra |             |
|        | Circuncisão do Políptico da Capela-mor da Sé de Viseu             | década de 1500                | Museu Nacional Grão Vasco     | Museu Nacional Grão Vasco     | arte sacra |             |
|        | Fuga para o Egipto do Políptico da Capela-mor da Sé de Viseu      | década de 1500                | Museu Nacional Grão Vasco     | Museu Nacional Grão Vasco     | arte sacra |             |
|        | Visitação (Grão Vasco)                                            | 1506                          | Museu de Lamego               | Museu de Lamego               | arte sacra |             |
|        | Assunção da Virgem                                                | 1506                          | Museu Nacional Grão Vasco     | Museu Nacional Grão Vasco     | arte sacra |             |
|        | Crucificação                                                      | década de 1510                | Museu Nacional de Arte Antiga | Museu Nacional de Arte Antiga | arte sacra |             |
|        | Tríptico da Lamentação com Santos Franciscanos                    | década de 1510 década de 1520 | Museu Nacional de Arte Antiga | Museu Nacional Grão Vasco     | arte sacra |             |
|        | Lamentação sobre Cristo Morto do Tríptico da Lamentação           | década de 1520                | Museu Nacional de Arte Antiga | Museu Nacional Grão Vasco     | arte sacra |             |
|        | Santo António do Tríptico da Lamentação                           | década de 1520                | Museu Nacional de Arte Antiga | Museu Nacional Grão Vasco     | arte sacra |             |
|        | São Francisco de Assis do Tríptico da Lamentação                  | década de 1520                | Museu Nacional de Arte Antiga | Museu Nacional Grão Vasco     | arte sacra |             |
|        | São Pedro                                                         | 1529                          | Museu Nacional Grão Vasco     | Museu Nacional Grão Vasco     | arte sacra |             |
|        | Saint Paul and Saint James                                        | 1529                          |                               |                               |            |             |
|        | Calvário (Grão Vasco)                                             | década de 1530                | Museu Nacional Grão Vasco     | Museu Nacional Grão Vasco     | arte sacra |             |
|        | Pentecostes                                                       | década de 1530                | Mosteiro de Santa Cruz        | Mosteiro de Santa Cruz        | arte sacra |             |
|        | Crucificação de Cristo                                            | década de 1530                | Museu Nacional Grão Vasco     | Museu Nacional Grão Vasco     | arte sacra |             |
|        | Jesus na casa de Marta e Maria                                    | 1535                          | Museu Nacional Grão Vasco     | Museu Nacional Grão Vasco     | arte sacra |             |
|        | Cristo Perante Pilatos                                            | década de 1530                | Museu Nacional Grão Vasco     | Museu Nacional Grão Vasco     | arte sacra |             |
|        | Calvary                                                           | década de 1530                | Museu Nacional Grão Vasco     | Museu Nacional Grão Vasco     | arte sacra |             |
|        | Descida de Cristo ao Limbo                                        | década de 1530                | Museu Nacional Grão Vasco     | Museu Nacional Grão Vasco     | arte sacra |             |

## políptico
| Imagem | Título                                  | Data           | Coleção                                              | Localização               | Gênero     | Descrito em |
| ------ | --------------------------------------- | -------------- | ---------------------------------------------------- | ------------------------- | ---------- | ----------- |
|        | Políptico da Capela-mor da Sé de Lamego | década de 1500 | Museu de Lamego                                      | Sé de Lamego              |            |             |
|        | Políptico da Capela-mor da Sé de Viseu  | década de 1500 | Museu Nacional Grão Vasco Seminário Maior de Coimbra | Museu Nacional Grão Vasco | arte sacra |             |

## retábulo
| Imagem | Título                                             | Data           | Coleção | Localização                | Gênero                         | Descrito em |
| ------ | -------------------------------------------------- | -------------- | ------- | -------------------------- | ------------------------------ | ----------- |
|        | Calvário do Políptico da Capela-mor da Sé de Viseu | década de 1500 |         | Seminário Maior de Coimbra | arte sacra pintura de paisagem |             |

## tríptico
| Imagem | Título                   | Data | Coleção                   | Localização               | Gênero     | Descrito em |
| ------ | ------------------------ | ---- | ------------------------- | ------------------------- | ---------- | ----------- |
|        | Última Ceia (Grão Vasco) | 1535 | Museu Nacional Grão Vasco | Museu Nacional Grão Vasco | arte sacra |             |

∑ 31 items.